# 1997-es strandlabdarúgó-világbajnokság
Az 1997-es strandlabdarúgó-világbajnokság volt a 3. világbajnokság a standfutball történetében. A tornát 1997. január 14. és január 19. között rendezték meg Brazíliában, Rio de Janeiróban. A világbajnoki trófeát a brazil csapat szerezte meg.

## Résztvevők
Európai zóna:
- Olaszország
- Portugália
- Franciaország

Dél-amerikai zóna:
- Argentína
- Uruguay

Észak-amerikai zóna:
- Egyesült Államok

Ázsiai zóna:
- Japán

Rendező:
- Brazília (Dél-Amerika)

## Eredmények

### Csoportkör
| Jelmagyarázat                 |
| ----------------------------- |
| Továbbjutott a csoportkörből. |
| Kiesett a csoportkörből.      |

#### A csoport
| Csapat        | M | GY | V | LG–KG | GK | P |
| ------------- | - | -- | - | ----- | -- | - |
| Uruguay       | 3 | 2  | 1 | 12–10 | +2 | 6 |
| Argentína     | 3 | 2  | 1 | 10–8  | +2 | 6 |
| Olaszország   | 3 | 1  | 2 | 8–8   | 0  | 3 |
| Franciaország | 3 | 1  | 2 | 7–10  | –3 | 3 |

Mérkőzések
| 1997. január 14. |

| Uruguay | 5–4 | Argentína |
| ------- | --- | --------- |
|         |     |           |

| Copacabana |

| 1997. január 14. |

| Olaszország | 4–1 | Franciaország |
| ----------- | --- | ------------- |
|             |     |               |

| Copacabana |

| 1997. január 15. |

| Franciaország | 5–3 | Uruguay |
| ------------- | --- | ------- |
|               |     |         |

| Copacabana |

| 1997. január 15. |

| Argentína | 3–2 | Olaszország |
| --------- | --- | ----------- |
|           |     |             |

| Copacabana |

| 1997. január 16. |

| Argentína | 3–1 | Franciaország |
| --------- | --- | ------------- |
|           |     |               |

| Copacabana |

| 1997. január 16. |

| Uruguay | 4–2 | Olaszország |
| ------- | --- | ----------- |
|         |     |             |

| Copacabana |

#### B csoport
| Csapat           | M | GY | V | LG–KG | GK  | P |
| ---------------- | - | -- | - | ----- | --- | - |
| Brazília         | 3 | 3  | 0 | 27–8  | +19 | 9 |
| Egyesült Államok | 3 | 2  | 1 | 12–11 | +1  | 6 |
| Portugália       | 3 | 1  | 2 | 14–18 | –4  | 3 |
| Japán            | 3 | 0  | 3 | 5–21  | –16 | 0 |

Mérkőzések
| 1997. január 14. |

| Brazília | 12–3 | Japán |
| -------- | ---- | ----- |
|          |      |       |

| Copacabana |

| 1997. január 14. |

| Egyesült Államok | 7–5 | Portugália |
| ---------------- | --- | ---------- |
|                  |     |            |

| Copacabana |

| 1997. január 15. |

| Brazília | 10–2 | Portugália |
| -------- | ---- | ---------- |
|          |      |            |

| Copacabana |

| 1997. január 15. |

| Egyesült Államok | 2–1 | Japán |
| ---------------- | --- | ----- |
|                  |     |       |

| Copacabana |

| 1997. január 16. |

| Brazília | 5–3 | Egyesült Államok |
| -------- | --- | ---------------- |
|          |     |                  |

| Copacabana |

| 1997. január 16. |

| Portugália | 7–1 | Japán |
| ---------- | --- | ----- |
|            |     |       |

| Copacabana |

### Egyenes kieséses szakasz

#### Elődöntők
| 1997. január 18. |

| Uruguay | 6–5 | Egyesült Államok |
| ------- | --- | ---------------- |
|         |     |                  |

| Copacabana |

| 1997. január 18. |

| Brazília | 14–3 | Argentína |
| -------- | ---- | --------- |
|          |      |           |

| Copacabana |

#### Bronzmérkőzés
| 1997. január 19. |

| Egyesült Államok | 5–1 | Argentína |
| ---------------- | --- | --------- |
|                  |     |           |

| Copacabana |

#### Döntő
| 1997. január 19. |

| Brazília | 5–2 | Uruguay |
| -------- | --- | ------- |
|          |     |         |

| Copacabana |

| Az 1997-Es strandlabdarúgó-világbajnokság győztese |
| -------------------------------------------------- |
| BRAZÍLIA 3. cím                                    |

## Külső hivatkozások
- rsssf.com (angolul)